# Betty Buckley
Betty Lynn Buckley (Fort Worth, Texas, 3 de julio de 1947) es una actriz y cantante estadounidense.

## Biografía

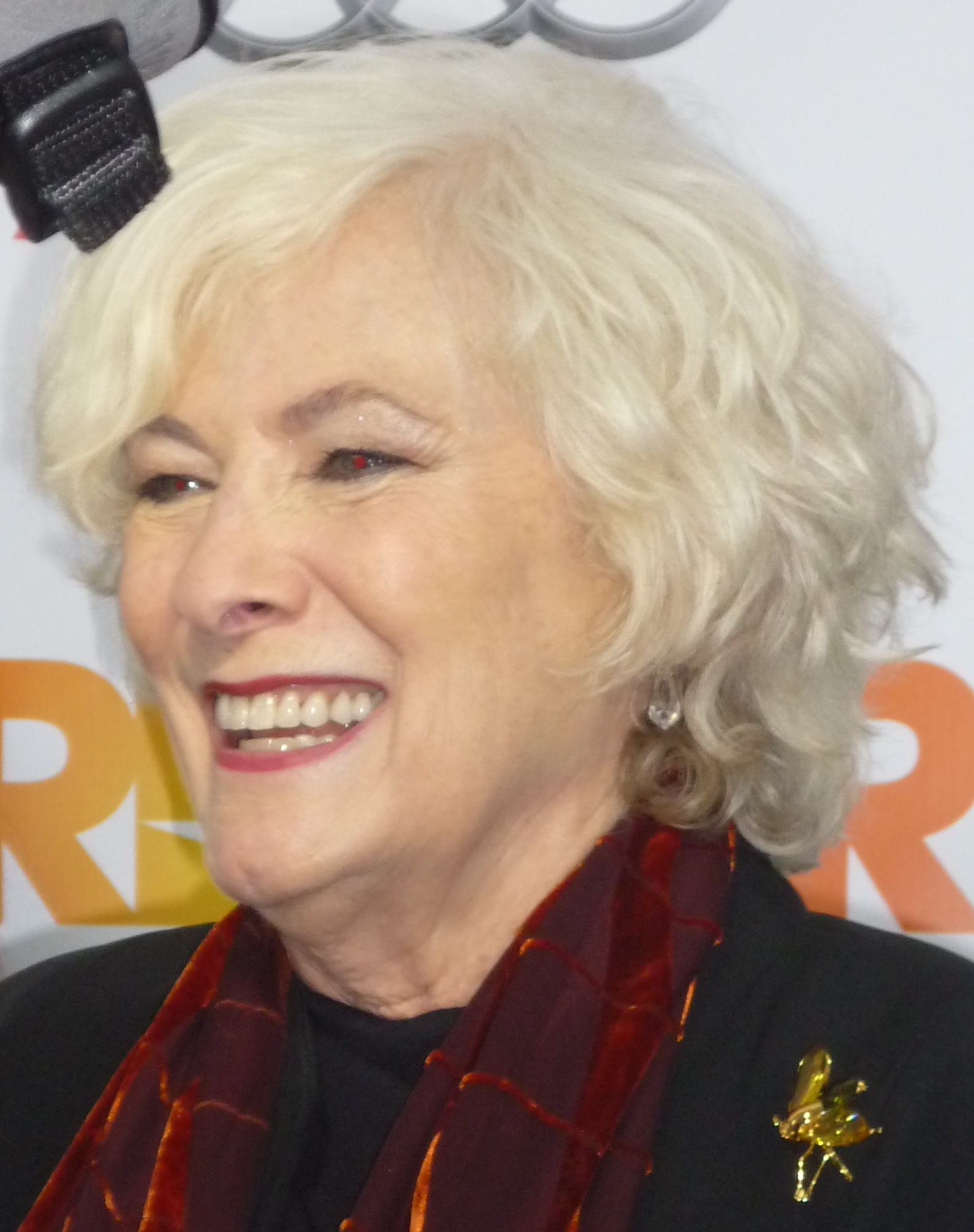
La actriz en 2009

Debuta sobre los escenarios de Broadway en 1969. Su trayectoria en el teatro musical en la ciudad de Nueva York ha sido aclamada por la crítica y respaldada por el público, siendo especialmente recordada su versión del tema Memory en el espectáculo Cats. Su actuación le valió el Premio Tony en 1983. Su carrera musical se completa con la grabación de once álbumes en solitario, además de componer. 
Su faceta como actriz tuvo un momento inicial destacado cuando participó en el reparto de Carrie, la versión que de la novela de Stephen King realizó Brian De Palma en 1976. En la película interpretaba a Miss Collins, la profesora de gimnasia de Carrie.
Su rostro alcanzó mayor popularidad entre 1978 y 1981, cuando dio vida al personaje de Abby Bradford, la segunda esposa de Tom (interpretado por Dick Van Patten) en la célebre serie de televisión Con ocho basta.
Con posterioridad destacaron sus apariciones en las películas Tender Mercies (1982), Another Woman (1988), de Woody Allen y Frantic (1988), de Roman Polanski, dando vida a la esposa de Harrison Ford y teatro (Arsenic and Old Lace (2011), de Joseph Kesselring.
En 2008 actuó en la cinta The Happening junto a Mark Wahlberg y Zooey Deschanel. En 2016 actuó en la película Split, dirigida por M. Night Shyamalan, y protagonizada por James McAvoy y Anya Taylor-Joy. Allí encarnó el papel de la psiquiatra encargada del caso, la Dra. Karen Fletcher.